# حرف آخر (فیلم)
حرف آخر فیلمی به کارگردانی و نویسندگی ابراهیم شفیعی و تهیه‌کنندگی علی شاه‌حاتمی محصول سال ۱۳۹۹ است. این فیلم در سی و نهمین دوره جشنواره فیلم فجر حضور داشت.